# Martin Ťapák
Martin Ťapák (13. října 1926, Liesek, Československo – 1. února 2015, Bratislava, Slovensko) byl slovenský filmový režisér, herec, tanečník a choreograf, otec herce Marka Ťapáka.

## Život
Vystudoval bratislavskou konzervatoř, v roce 1956 absolvoval choreografii na VŠMU. V letech 1945 až 1950 působil jako herec a asistent režie činohry ve Slovenském národním divadle, poté od roku 1950 až do roku 1958 jako choreograf a režisér ve SĽUKu (Slovenský ľudový umelecký kolektív), 1959 až 1961 v Laterně magice v Praze. Od roku 1961 byl režisérem Slovenského filmu v Bratislavě. Samostatně začal režírovat v televizi krátké folklórně laděné filmy. V centru jeho pozornosti stály lidové tradice.

## Ocenění
- 1969 titul zasloužilý umělec
- 1988 titul národní umělec

## Filmografie
- 1948 Bílá tma (herec: Nazarov)
- 1948 Vlčie diery (herec: Saša)
- 1949 Katka (herec)
- 1950 Priehrada (herec: pacholek)
- 1951 Akce B (herec: voj. Ondro)
- 1953 Rodná zem (herec: Martin)
- 1956 Neporažení (herec: voj. Janko)
- 1958 Dáždnik svätého Petra (herec: kočí Maťo)
- 1958 Zatoulané dělo (herec: Slávek)
- 1959 Kapitán Dabač (herec: Maťo)
- 1959 Muž, ktorý sa nevrátil (herec: šofér)
- 1960 Práče (herec: Gallo)
- 1960 Přežil jsem svou smrt (herec: Vaska)
- 1961 Pieseň o sivom holubovi (herec: slovenský partyzán)
- 1961 Procesí k Panence (herec: Vojta)
- 1962-1963 Jánošík I.-II. (herec: Uhorčík)
- 1963 Ikarie XB 1 (herec: Petr Kubeš)
- 1963 Kto si bez viny (herec: por. Fillo)
- 1966 Živý bič (režie)
- 1971 Nevesta hôľ (režie)
- 1972 Zajtra bude neskoro (režie s Alexandrem Karpovem)
- 1973 Putovanie do San Jaga (režie)
- 1974 Deň, ktorý neumrie (režie a herec: kpt. Rybin)
- 1975 Pacho, hybský zbojník (režie)
- 1976 Stratená dolina (režie)
- 1978 Krutá ľúbosť (režie)
- 1980 Hodiny (režie)
- 1981 Plavčík a Vratko (režie)
- 1982 Popolvár, najväčší na svete (režie)
- 1983 Zrelá mladosť (režie)
- 1984 Návrat Jána Petru (režie)
- 1984 Dies irae (režie, TV film)
- 1985 Skleníková Venuša (režie)
- 1986 Kohút nezaspieva (režie)
- 1987 Neďaleko do neba (režie)
- 1989 Montiho čardáš (režie)